# Cantó de Saint-Germain-du-Plain
El cantó de Saint-Martin-en-Bresse és un cantó francès del departament de Saona i Loira, situat al districte de Chalon-sur-Saône. Té 7 municipis i el cap és Saint-Martin-en-Bresse.

## Municipis
- L'Abergement-Sainte-Colombe
- Baudrières
- Lessard-en-Bresse
- Ouroux-sur-Saône
- Saint-Christophe-en-Bresse
- Saint-Germain-du-Plain
- Tronchy

## Història
| Data d'elecció                           | Identitat       | Partit                    | Qualitat |
| ---------------------------------------- | --------------- | ------------------------- | -------- |
| 1945-1949                                | M. Uny          | Divers droite             |          |
| 1949-1979                                | Marcel Sanvigné | RPF, després radical, MRG |          |
| 1979-2004                                | Jean Viallet    | Divers droite             |          |
| 2004-                                    | Alain Doulé     | PS                        |          |
| les dades anteriors no són pas conegudes |                 |                           |          |
|                                          |                 |                           |          |

## Demografia
| A partir de 1990: Població sense dobles comptes |